# Kostel svatého Vavřince (Sobotín)
Kostel svatého Vavřince v Sobotíně je pozdně renesanční stavbou s gotickými prvky z roku 1605 s pozdějšími úpravami. Kostel je zapsán na seznamu kulturních památek. Událost s hostií v místním kostele byla záminkou k zahájení neblaze proslulých čarodějnických procesů na losinském panství ve 2. polovině 17. století.

## Historie kostela
Historie kostela je úzce spojena s historií obce. V roce 1350 je v listině, kterou bylo vytvořeno litomyšlské biskupství, uváděn v Sobotíně kostel i s farou. Prokazatelnou existenci kostela potvrzuje i listina papeže Klimenta VI. z roku 1351, vydaná v Avignonu. Další zmínka o kostele pochází z konce 16. století, kdy zde působil luterský pastor Pavel Braun.

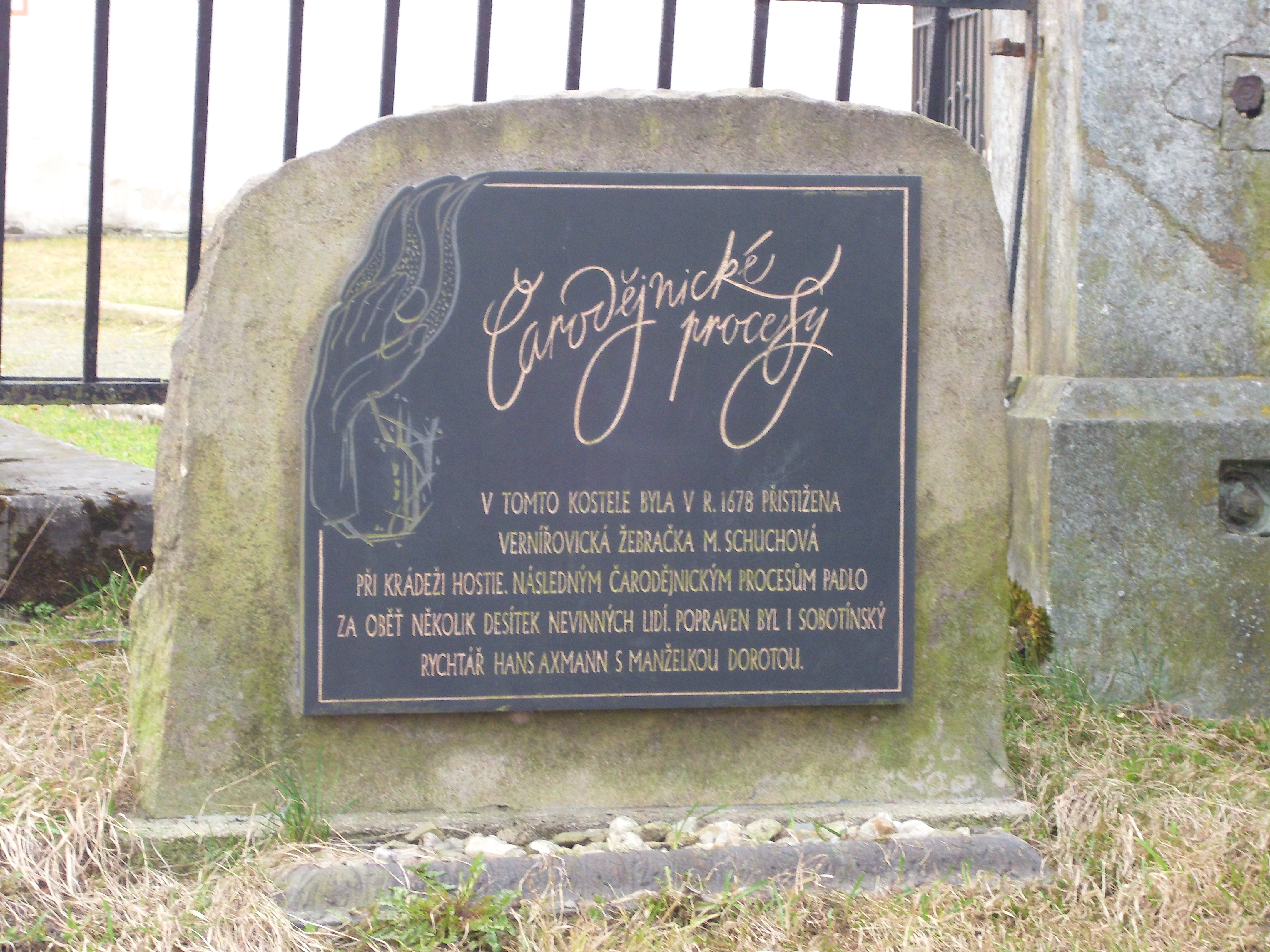
Upomínka čarodějnických procesů

Současný kostel byl postaven na místě staré evangelické modlitebny v letech 1605 - 1607 za Jana ze Žerotína. Základní kámen byl položen v dubnu 1607 a vlastní stavební práce trvaly 28 týdnů. První kázání proběhlo 14. října 1607 a tento den se slaví jako posvěcení chrámu. Architektem kostela byl stavitel Antonio Thoma, jemuž jsou připisovány i další obdobné stavby v regionu (Velké Losiny, Branná). Stavba byla financována hlavně z darů obyvatel Sobotína, Vernířovic a Rudoltic. Na zvelebení kostela přispěli také Žerotínové, kteří v r. 1609 darovali mj. cínovou křtitelnici ve tvaru kalicha (od r. 1999 v depozitáři památkového oddělení Olomouckého arcibiskupství). V roce 1673 hradili Žerotínové náklady na nový hlavní oltář s obrazem sv. Vavřince, který namaloval Franz Proper de Mus z Vikantic. V roce 1675 byl do Sobotína dosazen první stálý katolický farář.  V roce 1678 byla v kostele přistižena žebračka z Vernířovic, která po přijímání vyjmula z úst hostii, neboť věřila, že když ji dá krávě, bude tato lépe dojit. Tento čin byl důvodem k zahájení neblaze proslulých čarodějnických procesů na Šumpersku. Ze Sobotína byli za domnělé čarodějnictví upáleni rychtář Axmann s manželkou. Připomínkou těchto událostí je pamětní deska u kostela.
Objekt kostela prošel v průběhu staletí řadou přestaveb i drobných úprav a rekonstrukcí. V roce 1761 uhodil do dřevěné věže kostela blesk a silně poškodil také klenbu. Hrozilo zřícení kostela, proto byla nutná zásadní přestavba věže. V roce 1780 je dochována zmínka o prvních úpravách a roku 1792 byla ke kostelu přistavěna věž na západní straně a vzniklo nové průčelí. Tuto proměnu celkového vzhledu kostela dokládá pamětní deska s chronogramem nad portálem hlavního vstupu. Přistavěna byla sakristie s oratoří a na hlavní oltář byl umístěn nový obraz sv. Vavřince.  Roku 1844 se patronem kostela stala rodina Kleinů, která se stala majitelem vízmberského panství vč. sobotínských železáren. Albert Klein nechal upravit interiér kostela a zhotovit velkou část vybavení : nový oltářní stůl i s kamenem, sochařskou výzdobu hlavního oltáře a dvou bočních oltářů, kazatelnu a velký kříž u dveří do sakristie v presbytáři. Další opravy proběhly letech 1845-1847, kdy byla opravena střecha a věž kostela. Roku 1876 byly na věž umístěny nové hodiny, roku 1895 byly na kůr instalovány nové varhany, které vyrobili bratři Braunerové z Uničova. V roce 1937 byla uskutečněna generální oprava celé stavby. V roce 1964 byla opravena věž kostela, roku 1994 zpevněny krovy a nově pokryta střecha. Mezi lety 2005 a 2008 byla opravena venkovní fasáda. Poslední opravou bylo restaurování průčelí a soklu fasády v r. 2014.

## Popis kostela

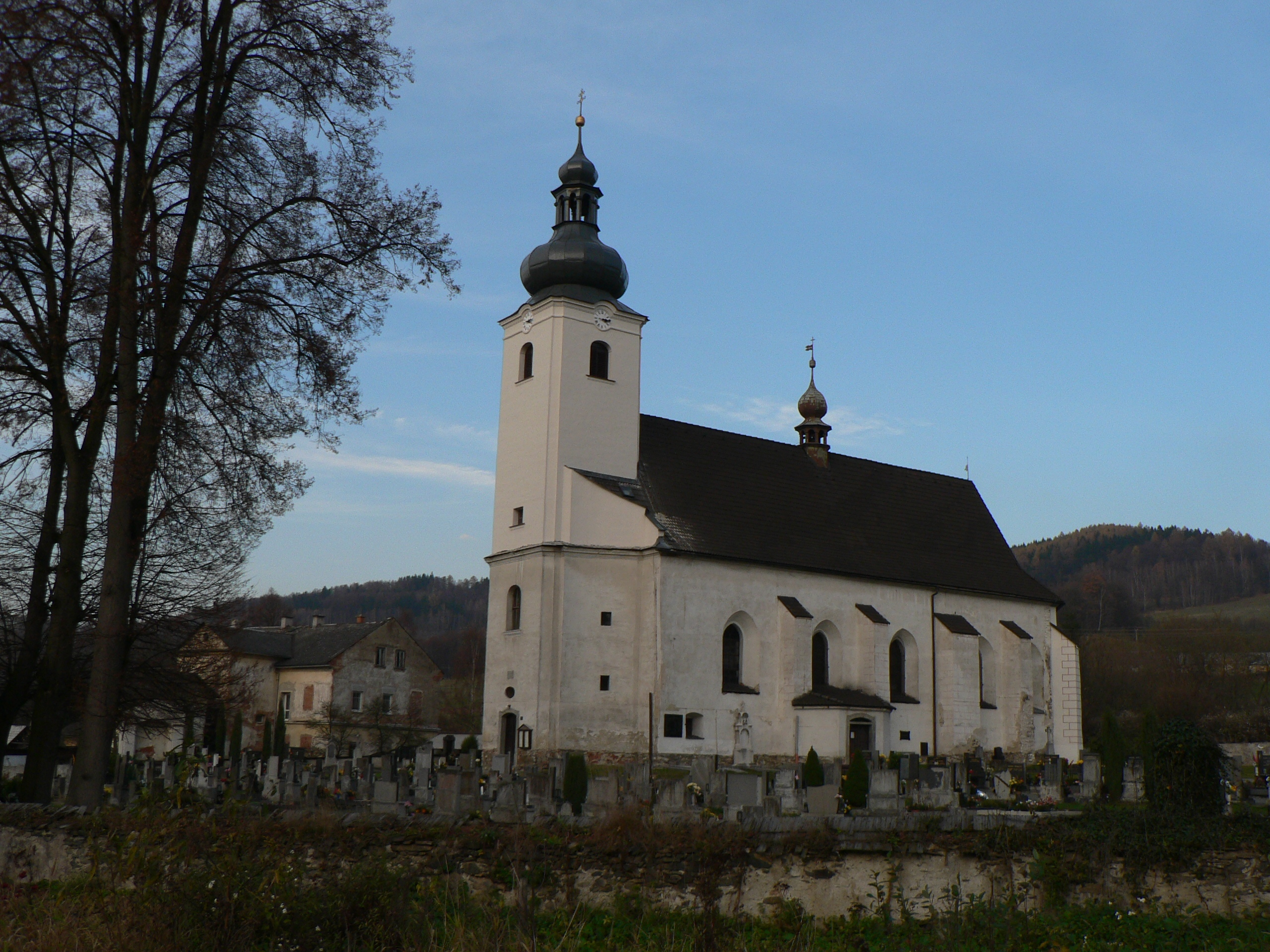
Areál kostela se hřbitovem

### Areál
Kostel stojí v  areálu hřbitova, obehnaném zdí z lomového kamene z 18. století se třemi vestavěnými kapličkami a klasicistní kostnicí s márnicí. Kapličky jsou zděné, zastřešeny sedlovou nebo pultovou střechou a završeny železným křížkem. Dvě mají v nikách litinový a mramorový kříž, třetí malbu na plechu.
U kostela stojí kamenný kříž z r. 1878 s reliéfem Piety na podstavci. Kříž s rameny zakončenými trojlístkem nese malý korpus Ježíše Krista.

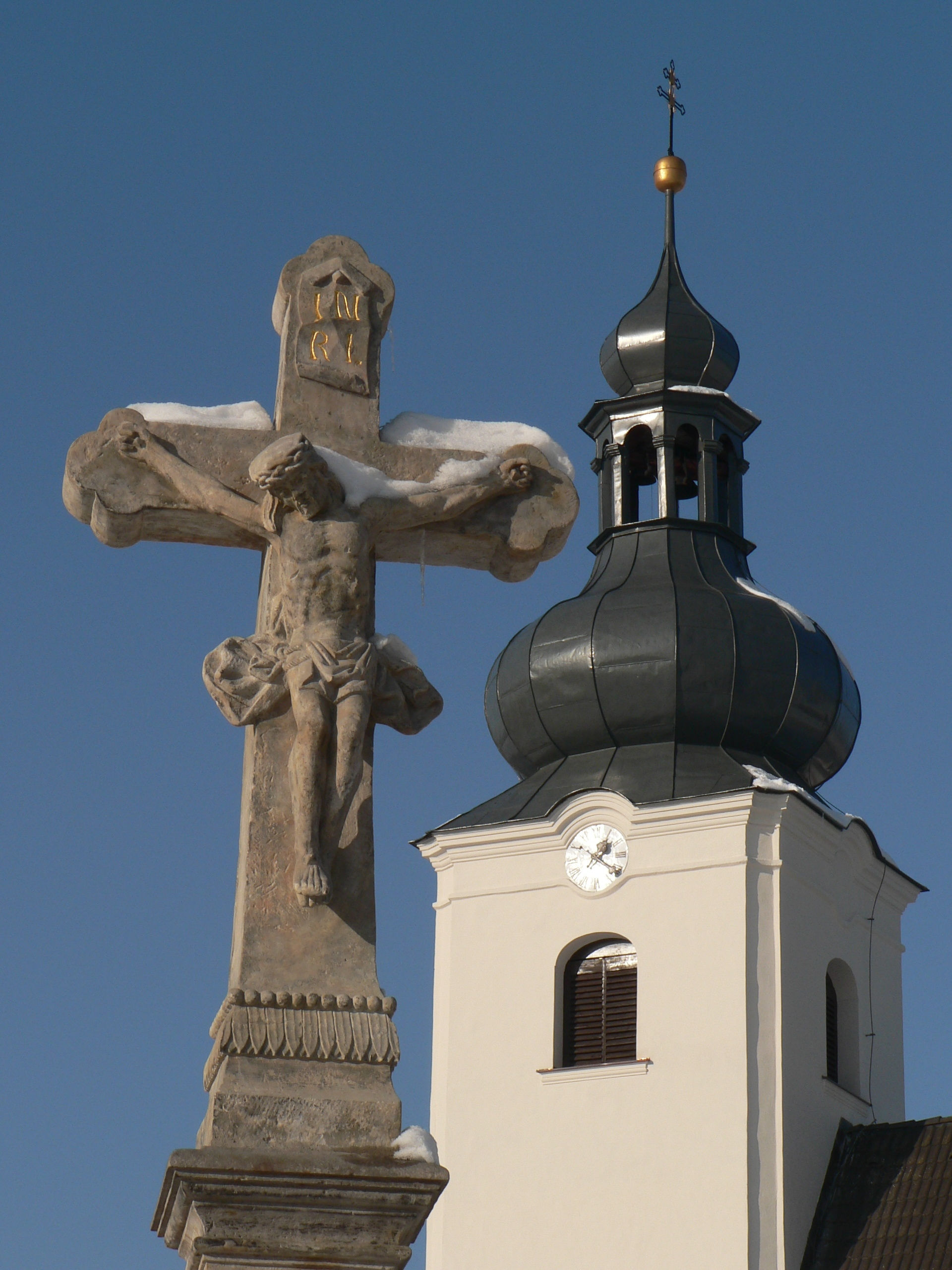
Detail kříže u kostela

### Exteriér
Kostel sv. Vavřince v Sobotíně je podélná jednolodní stavba se sálovou půdorysnou dispozicí, na východní straně uzavřenou pětibokým závěrem. Délka kostela dosahuje 26m, šířka 8,5 m a výška 9,5 m. Jedná se o orientovaný kostel tzv. kazatelského typu, tedy bez odsazeného presbytáře, který je od samotné lodi oddělen pouze iluzorně. V průčelí je představěna hranolová věž, spojená s lodí prohnutými křídly. V přízemí věže je hlavní vstup do kostela. Zakončení věže tvoří cibulová báň s lucernou, makovicí a křížem. Při severní straně presbyteria se nachází nižší, ale poměrně rozlehlá sakristie se šlechtickou oratoří v patře. K jižní straně lodi je přistavěna malá předsíň s bočním vchodem. Vnější fasáda lodi je rytmicky členěna na obou stranách řadou šesti hranolovitých neodstupněných opěráků, mezi nimiž jsou špaletová okna s lomenými záklenky. Opěráky jsou zdobeny jednoduchým rytým dekorem okrové barvy imitujícím kamenné kvádry. Výplně oken byly původně z čirého skla, v 19. století nahrazeny barevnými vitrážemi. Strmá sedlová střecha je v místech nad presbytářem ukončená trojdílnou valbou. Uprostřed střechy je sanktusník. Přístavby, tedy boční vchod a sakristie s oratoří, mají samostatné zastřešení. 

### Interiér
Kostel je zaklenutý valenou klenbou s výsečemi pokrytou geometrickou štukovou výzdobou. Místo triumfálního oblouku je jen jednoduchý pás zdobený malovaným dekorem, spočívající na pilastru s římsovou hlavicí. Na severní straně presbytáře se nacházejí dva balkonky vedoucí do šlechtické oratoře. V západní části lodi je dvouposchoďová kruchta na dvou párech dřevěných sloupů s vyřezávanými hlavicemi. Na dřevěných plochých předprsních jsou ve dvou řadách medailony s obrazy světců. Hlavní oltářní obraz sv. Vavřince namaloval v r. 1790 Ferdinand Licht a restaurován byl Antonínem Austem koncem 19. století. Významnou památkou je dřevěná socha představující Krista u sloupu z počátku 17. století.
Varhany v kostele postavila firma bratří Braunerů z Uničova koncem 19. století. Jednomanuálový nástroj s řadou unikátních technických a zvukových řešení se dochoval v původním stavu. V letech 2021–2024 prošel generální opravou.